# Amata romeii
Amata romeii là một loài bướm đêm thuộc phân họ Arctiinae, họ Erebidae.